# Point Piper, New South Wales
Point Piper este o suburbie în Sydney, Australia.